# Patrick Salmen
Patrick Salmen (* 22. September 1985 in Wuppertal) ist ein deutscher Satiriker und Schriftsteller.

## Leben und Schaffen
Salmen studierte Germanistik und Geschichte auf Lehramt an der Bergischen Universität Wuppertal. Er gewann die Poetry-Slam-Meisterschaften 2010 in der Bochumer Jahrhunderthalle und arbeitet seitdem als selbstständiger Schriftsteller und Künstler. Im Folgejahr wurde er in der O2 World Hamburg Vize-Meister bei der bis dato größten Slam-Veranstaltung Europas. Gemeinsam mit Torsten Sträter veranstaltete er die Lesebühne Als eine Kuh des Weges kam, fragte es die anderen Pferde in seiner Heimatstadt Wuppertal.
Seine zumeist humoristischen Kurzgeschichten sind in diversen Zeitschriften und Anthologien veröffentlicht worden. Seine erste eigenständige Veröffentlichung war 2011 Distanzen, diverse weitere Textsammlungen beim Lektora-Verlag sowie bei Knaur folgten. Darüber hinaus erschien 2017 mit Zwei weitere Winter auch ein reiner Lyrikband Salmens. Gemeinsam mit Quichotte brachte Salmen zudem mehrere literarische Rätselbücher heraus. Auch bilden sie das Rap-Duo Der Schreiner & Der Dachdecker, das zwei Alben publizierte. Sie gründeten die Live-Late-Night-Show Delayed Night Show, Salmen ist aber vor allem mit seinen Live-Programmen im deutschsprachigen Raum unterwegs. Nach eigenen Angaben hielt er bis zu den Unterbrechungen infolge der COVID-19-Pandemie etwa 100 Lesungen jährlich. Seit 2018 initiiert und moderiert er einmal jährlich an wechselnden Orten die „Gutmenschen-Gala“, deren Erlöse karitativen Zwecken zugutekommen.
Salmen lebt und arbeitet in Dortmund.

## Programme
- 2011: Euphorie! Euphorie!
- 2013: Ich habe eine Axt
- 2015: Genauer betrachtet sind Menschen auch nur Leute
- 2018: Treffen sich zwei Träume. Beide platzen
- 2020: Ekstase
- 2022/23: Im Regenbogen der guten Laune bin ich das beige

## Veröffentlichungen

### Musik
als Der Schreiner & Der Dachdecker (mit Quichotte):
- Ehrliches Handwerk. Lektora-Verlag, 2014, ISBN 978-3-95461-055-6.
- The Last Walz. Lektora-Verlag, 2015, ISBN 978-3-95461-054-9.